# Andrés Ibargüen
Andrés Felipe Ibargüen García (sinh ngày 7 tháng 5 năm 1992) là một cầu thủ bóng đá người Colombia thi đấu ở vị trí tiền đạo cho câu lạc bộ México América.

## Thống kê

### Câu lạc bộperformance
| Thành tích câu lạc bộ | Thành tích câu lạc bộ | Giải vô địch        | Giải vô địch        | Cúp           | Cúp           | Châu lục  | Châu lục  | Other     | Other   | Tổng      | Tổng |
| --------------------- | --------------------- | ------------------- | ------------------- | ------------- | ------------- | --------- | --------- | --------- | ------- | --------- | ---- |
| Mùa giải              | Số trận               | Bàn thắng           | Số trận             | Bàn thắng     | Số trận       | Bàn thắng | Số trận   | Bàn thắng | Số trận | Bàn thắng |      |
| Colombia              | Colombia              | Categoría Primera A | Categoría Primera A | Copa Colombia | Copa Colombia | Châu lục1 | Châu lục1 | Other2    | Other2  | Tổng      | Tổng |
| Atlético Nacional     | 2016                  | 32                  | 9                   | 3             | 1             | 16        | 0         | 1         | 0       | 52        | 1    |
| Atlético Nacional     | Tổng                  | 32                  | 9                   | 3             | 1             | 16        | 0         | 1         | 0       | 52        | 1    |
| Tổng cộng sự nghiệp   | Tổng cộng sự nghiệp   | 32                  | 9                   | 3             | 1             | 16        | 0         | 1         | 0       | 52        | 1    |

Thống kê chính xác đến trận cuối cùng diễn ra vào ngày 26 tháng 11 năm 2016.
1 Bao gồm các giải đấu cúp như Copa Libertadores và Copa Sudamericana.
2 Bao gồm Superliga Colombiana matches.

## Danh hiệu
Atlético Nacional
- Superliga Colombiana (1): 2016
- Copa Libertadores (1): 2016
- Recopa Sudamericana: 2017

Deportes Tolima
- Copa Colombia (1): 2014